# Prvenstvo Jugoslavije u hokeju na travi 1970.
Jugoslavensko prvenstvo u hokeju na travi za 1970. godinu je drugi put zaredom osvojio Jedinstvo iz Zagreba.

## Ljestvica
| mj. | klub             | ut. | pob. | rem. | por. | po.g | pr.g | bod |
| --- | ---------------- | --- | ---- | ---- | ---- | ---- | ---- | --- |
| 1.  | Jedinstvo Zagreb | 2   | 2    | 0    | 0    | 4    | 0    | 4   |
| 2.  | Marathon Zagreb  | 2   | 1    | 0    | 1    | 3    | 3    | 2   |
| 3.  | BASK Beograd     | 2   | 0    | 0    | 2    | 1    | 5    | 0   |